# 야부하라역
야부하라역(일본어: 薮原駅)은 일본 나가노현 기소군 기소촌에 있는 도카이 여객철도 주오 본선의 역이다.

## 역 구조 및 승강장
단선 승강장 1면 1선과 섬식 승강장 1면 2선, 합계 2면 3선의 승강장을 가진, 교환 가능한 지상역. 1·3번선을 본선으로 해, 한가운데의 2번선이 부본선으로 되어 있다. 2010년 3월 운행 시간표 개정에는, 대피 유무에 관계없이 2번선에 입선하는 열차도 설정되어 있다. 기소후쿠시마역 관리의 간이위탁역이다. 유치선, 과선교를 가진다.
| 1 | ■ 주오 본선 | 상행 | 나카쓰가와 · 나고야 방면 |           |
| 2 | ■ 주오 본선 | 상행 | 나카쓰가와 · 나고야 방면 | 일부 열차 |
| 2 | ■ 주오 본선 | 하행 | 시오지리 · 나가노 방면   | 일부 열차 |
| 3 | ■ 주오 본선 | 상행 | 시오지리 · 나가노 방면   |           |

## 역 주변
- 국도 제19호선

## 역사
- 1910년 10월 5일 : 일본국유철도 주오 토선이 나라이 역까지 연신했던 때의 종착역으로서 개업. 여객 및 화물의 취급을 개시.
- 1910년 11월 25일 : 주오 토선이 미야코노시 역까지 연신해, 도중역이 된다.
- 1911년 5월 1일 : 선로 명칭 제정. 이 역을 포함해 주오 토선이 주오 본선으로 개칭되었다.
- 1972년 11월 30일 : 화물의 취급을 폐지.
- 1987년 4월 1일 : 일본국유철도 분할 민영화에 의해, 도카이 여객철도의 역이 된다.

## 인접 역
| 도카이 여객철도 주오 본선     | 도카이 여객철도 주오 본선 | 도카이 여객철도 주오 본선         |
| ----------------------------- | ------------------------- | --------------------------------- |
| 나라이 시오지리 · 나가노 방면 | ■ 주오 본선               | 미야코노시 나카쓰가와·나고야 방면 |